# 비토 제노베제

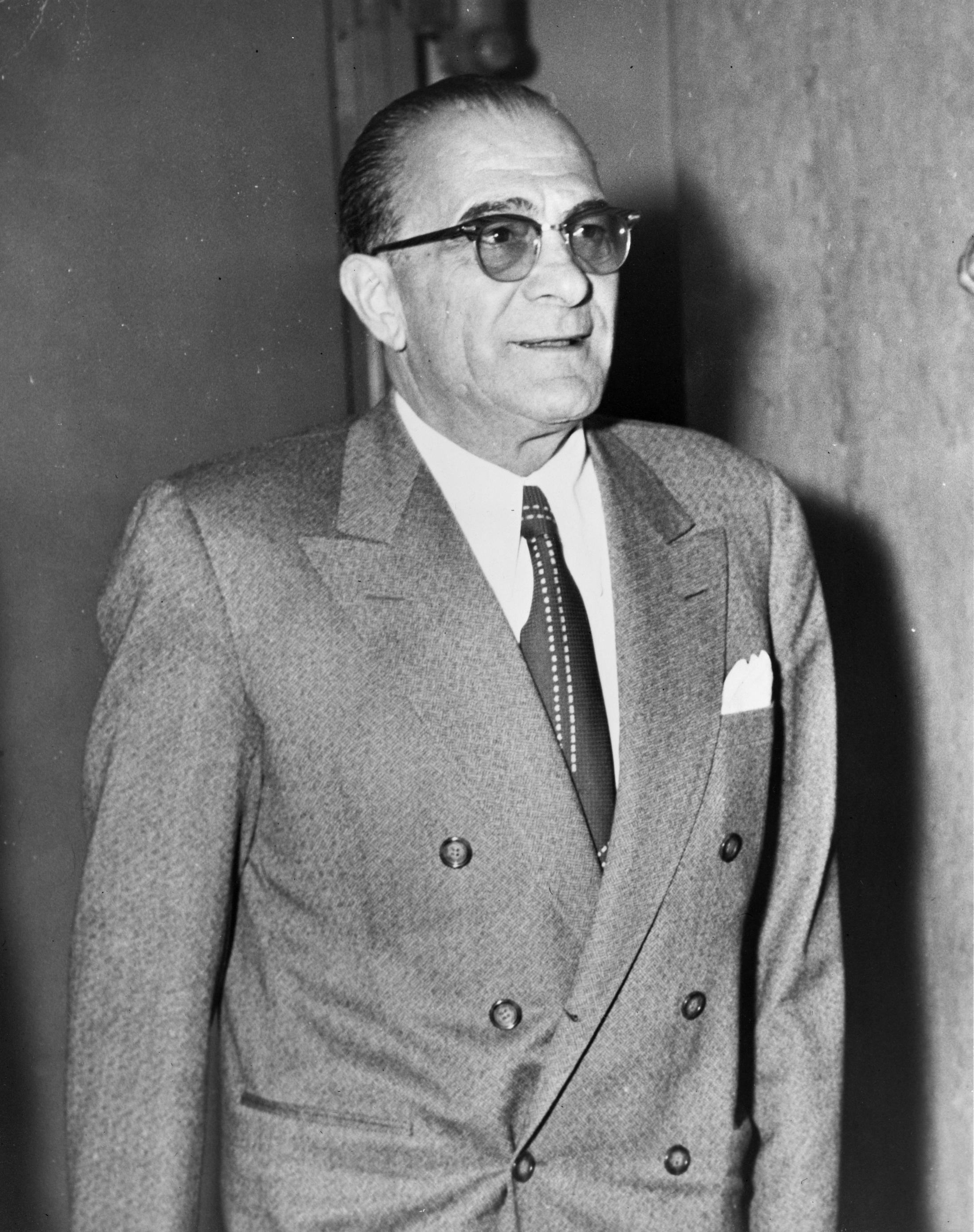

비토 제노베제(이탈리아어: [ˈviːto dʒenoˈveːze, -eːse], 1897년 11월 21일 ~ 1969년 2월 14일)는 이탈리아 태생의 미국 마피아 조직원이었다. 전설적인 러키 루치아노의 어린 시절 친구이자 범죄 동료인 제노베제는 카스텔라마레세 전쟁에 참여하여 루치아노가 새로운 미국 마피아가 미국 조직 범죄의 주요 세력으로 부상하는 데 도움을 주었다. 나중에 루치아노의 범죄 가족을 이끌었고, 1957년에 FBI는 당시 보스 비토의 이름을 따서 제노베제 범죄 가족(Genovese Crime Family)으로 이름을 바꿨다.
루치아노와 함께 제노베제는 헤로인 무역을 국제적 수준으로 확장하는 데 도움을 주었다. 1937년 이탈리아로 도피했고, 제2차 세계 대전 중 짧은 기간 동안 살인 혐의로 미국으로 추방될 것을 두려워하여 베니토 무솔리니의 파시스트 정권을 지지했다. 1945년 미국으로 돌아온 후 제노베제는 제노베제 가족의 미래 보스인 비노센트 "더 친" 기간테의 멘토로 일했다.
1957년에 제노베제는 앨버트 아나스타샤의 살해와 프랭크 코스텔로의 저격(사망에 이르지는 못함)을 명령하여 보스 자격을 두고 경쟁했다. 곧바로 권력 강화를 위해 마피아 정상회담을 소집했으나 경찰의 습격을 받았다. 1959년 제노베제는 마약 음모 혐의로 유죄 판결을 받고 15년의 징역형을 선고받음으로써 통치 기간이 단축되었다. 그와 그의 부하 조 발라치가 함께 감옥에 있는 동안 발라치는 제노베제가 보낸 암살자라고 생각되는 수감자를 죽였다. 그 후 발라치는 정부 증인이 되었다. 제노베제는 1969년 2월 14일 감옥에서 사망했다.